# Petr Žukov a Prochor Michajlov
Svatí Petr Žukov a Prochor Michajlov († 6. dubnajul./ 19. dubna 1918greg., Gnězdovo) byli laici ruské pravoslavné církve a mučedníci.

## Mučednická smrt
Informace o jejich životě nejsou známy.
Dne 27. března 1918 přišli ke knězi Znamenského chrámu ve vesnici Gnězdovo ve Vyšněvolockém ujezdu Tverské gubernie zastupitel Nikulinské volosti, dva ozbrojení rudí gardisté, další úředník a dva členové komise volosti aby na příkaz předsedy volosti Žuravleva sepsali církevní majetek. Za přítomnosti duchovních a představeného chrámů byl sepsán všechen majetek ze stříbra, mědi a kněžiště (místo za ikonostasem). Přes chudobu nové postaveného chrámu sebrali všechny peníze; 23 rublů, 13 kopějek a dvě pokladní knihy za 200 rublů. O čtyři dny později byl Žuravlev zajat sedláky a poslán v doprovodu ke Kozlovské komisi ale když přecházel most přes řeku, vrhl se do vody a utopil se. Sedláci to vzali jako jasný trest od Boha, za zničení chrámů.
V dubnu se konalo shromáždění volosti a sedláci začali vyčítat rudým gardistům, že nezákonně zabírali církevní majetek. Petr Žukov a Prochor Michajlov se vyznačovali především horlivostí při ochraně chrámu. Rudé gardy na shromáždění okamžitě zatkli asi třicet lidí a drželi je ve vazbě v budově volosti. Zde je zbili a po nějaké době odvezli do ujezdního města Vyšnij Voločok.
Během cesty byli zatčení sedláci surové biti a než do dorazili do města, gardisté zavraždili 10 lidí. Petr i Prochor byli biti po dobu dvou dnů. Petr byl zastřelen na sedmé verstě od města a Prochor na deváté verstě. Před tím byl Prochor osmkrát bodnut bajonetem.
Dne 8. dubna byly těla mučedníků pohřbena v jejich farnosti. Tverský biskup Serafim (Alexandrov) dal své požehnání oznámit událost v celé eparchii a nechal sloužit panychidu ve všech chrámech eparchie.

## Kanonizace
Dne 20. srpna 2000 je Ruská pravoslavná církev svatořečila jako mučedníky a byli zařazeni mezi Sbor všech novomučedníků a vyznavačů ruských.
Jeho svátek je připomínán 19. dubna (6. dubna – juliánský kalendář).